# Tsujita Masateru
Masateru Tsujita (sinh ngày 3 tháng 8 năm 1984) là một cầu thủ bóng đá người Nhật Bản.

## Sự nghiệp câu lạc bộ
Masateru Tsujita đã từng chơi cho Omiya Ardija và Zweigen Kanazawa.